# يوهان فريدرش دوق براونشفايغ لونيبورغ
يوهان فريدرش دوق براونشفايغ لونيبورغ (بالألمانية: Johann Friedrich von Braunschweig-Lüneburg)‏ (هرتسبيرغ أم هارتس؛ 25 أبريل 1625 - آوغسبورغ؛ 18 ديسمبر 1679)؛ دوق براونشفايغ لونيبورغ - حكم كالنبيرغ منذ تقسيم الدوقية في سنة 1665 وحتى وفاته.
بحيث أنه الابن الثالث لوالديه غيورغ دوق بروانشفايغ-لونيبورغ وآن إليونور من هسن-دارمشتات،ومنذ 1651 تحول إلى الكنيسة الرومانية الكاثوليكية وكان العضو الوحيد في عائلته الذي فعل ذلك، نتيجة التأثير من جوزيبي دا كوبرتينو أثناء وجوده في إيطاليا، حصل على كالينبيرغ عندما ورث شقيقه الأكبر غيورغ فيلهلم إمارة لونيبورغ بعد وفاة شقيقهم كريستيان لودفيغ، وفي عام 1666 بنى قصرًا في هيرينهاوزن بالقرب من هانوفر مستوحى من قصر فرساي والذي يشتهر بحدائقه معروف بـ حدائق هيرينهاوزن .
في عام 1676، عين يوهان فريدريك الفيلسوف غوتفريد فيلهلم لايبنتس كمستشار خاص وأمين مكتبة للمكتبة الدوقية المهمة، وهكذا بدأ ارتباط لايبنتس الذي دام 40 عامًا مع آل هانوفر، مما أدى إلى تكوين ثلاثة أجيال من سكان هانوفر من الرعاة لأحد أبرز الفلاسفة وعلماء الرياضيات في أوروبا، ورث شقيقه الأصغر إرنست أوغست ألقابه.

## الذرية
تزوج في 30 نوفمبر 1668 من الأميرة بينديكتا هنرييته ابنة الأمير إدوارد من بالاتينات-سيمرن وآن غونزاغا، بحيث كانت الأميرة فرنسية النشأة والكاثوليكية المذهب، جلبت معها الباروكية الفرنسية وكانت راعية للعديد من الموسيقيين، وأنجبت لزوجها 4 بنات:-
- آنا صوفي (10 فبراير 1670 - 24 مارس 1672)، توفيت في طفولتها.
- شارلوته فيليسيتاس (8 مارس 1671 - 29 سبتمبر 1710)؛ تزوجت من رينالدو داستي دوق مودنة، لهم ذرية.
- هنرييته ماريا (9 مارس 1672 - 4 سبتمبر 1687)؛ توفيت غير متزوجة.
- فيلهلمينه أماليا (21 أبريل 1673 - 10 أبريل 1742)؛ تزوجت من الإمبراطور يوزف الأول، لهم ذرية.